# Sociétés sans liquidités
 (décembre 2018).
Si vous disposez d'ouvrages ou d'articles de référence ou si vous connaissez des sites web de qualité traitant du thème abordé ici, merci de compléter l'article en donnant les références utiles à sa vérifiabilité et en les liant à la section « Notes et références ».
Une société sans liquidités est un état économique dans lequel les transactions financières ne sont pas effectuées par le biais d'argent sous forme physique de  billets ou de pièces, mais plutôt à travers des informations numériques (c'est en règle générale une représentation électronique de l'argent) entre l'acheteur et le vendeur. C'est un phénomène aussi connu sous le nom de cashless.
Les sociétés sans liquidités sont apparues lorsque la société humaine a vu le jour, fondée sur le troc et autres moyens d'échange, les transactions sans liquidités sont aussi devenues possible de nos jours en utilisant la monnaie numérique tel que bitcoin. Cependant cet article s'intéresse davantage au terme de « société sans liquidités » dans le sens d'un progrès, et les conséquences d'une société où l'argent liquide est remplacé par son équivalent numérique. En d'autres termes, la  monnaie dite légale existe, elle est enregistrée et échangée en une forme électronique uniquement,.
Un tel concept a été considérablement étudié, particulièrement car le monde connaît une utilisation rapide et croissante des méthodes numériques d'enregistrement, de gestion ainsi que d'échange de l'argent dans le domaine du commerce, de l'investissement et dans la vie quotidienne aux quatre coins du monde. Et les transactions qui, autrefois, auraient été réalisées par le biais d'argent liquide sont maintenant effectuées la plupart du temps de électroniquement. Actuellement, des pays mettent en place des limites concernant les transactions et la valeur de celles-ci pour lesquelles les paiements non-électronique peuvent être utilisés légalement.

## Histoire
La tendance en faveur de la mise en place des transactions électroniques dans la vie de tous les jours a commencé dans les années 1990, lorsque les services bancaires électroniques se sont popularisés. Dans les années 2010, les méthodes de paiement digital se sont répandues dans plusieurs pays, avec par exemple Paypal (qui est un système de portefeuille numérique utilisé par des compagnies telles qu'Apple) ; le sans contact ; les paiements CCP par cartes électroniques ou smartphone ; et des factures et services bancaires électroniques, cette utilisation s'est généralisée. Dès 2010, l'argent liquide a été laissé de côté par certains types de transaction dont l'utilisation sous forme physique aurait été historiquement ordinaire. Dans certaines situations, de nombreux montants en espèces se sont avérés suspects, à cause de la polyvalence des espèces et son aisance à être blanchis ou à financer le terrorisme. C'est pour cette raison que l'argent liquide a été activement interdit par quelques fournisseurs et commerçants au point d'inventer l'expression « guerre de liquidités ».En 2016 au Royaume-Uni il a été communiqué qu'une personne sur 7 ne porte plus sur elle ou n'utilise plus d'argent liquide. L'enquête auprès des consommateurs aux États-Unis en 2016 affirme que 75 % des personnes interrogées préfèrent la carte bancaire comme mode de paiement contre seulement 11 % affirmant préférer les espèces. En 2017, les méthodes de paiement numérique telles que Venmo et Square contribue au devenir des transactions sans espèces. Venmo permet aux consommateurs de réaliser des paiements directs entre eux sans même avoir d'espèces sur soi. Square quant à lui est une innovation qui permet principalement aux petits commerces de recevoir les paiements de leurs clients.

## Inquiétudes
Mais cette nouveauté est très controversée et parfois décrite comme une avancée sinistre ou encore effrayante, liée à des taux d'intérêt négatifs, des taxes sur les transactions bancaires ainsi qu'un régime fiscal mondial,. Depuis, une telle avancée serait potentiellement utile mais aussi socialement dangereuse avec de vastes implications pour la société. Cette nouveauté  est très pratique pour les gouvernements centraux ainsi que pour les économies dans un contexte d'inflation négative mondiale, d'assouplissement monétaire et de contrôle central des disponibilités monétaires. Cependant une diminution d'espèces transfère le contrôle des transactions, des intérêts et de l'utilisation individuelle des espèces ainsi que des informations les concernant, aux pays et au tiers des prestataires. Depuis les citoyens ne peuvent empêcher ce système externe gérant la régulation et le contrôle de détenir leur argent. Beaucoup de pays ont régulé, restreint ou interdit des monnaies numériques privées comme Bitcoin. Bien qu'il soit censé être utile pour l'économie globale et pour aider à lutter contre le crime et le terrorisme, beaucoup d'inquiétudes ont été évoquées à propos des dangereux effets indésirables ; cela voudrait dire que les taux d'intérêt négatifs peuvent être pleinement appliqués et l'argent pourrait être contrôlé dans les moindres détails. Par exemple, des tonnes d'argent pourraient perdre leur valeur si on ne les dépense pas de manière spécifique ou à des périodes propices, ou encore leur valeur pourrait déprécier progressivement. Il permet une épargne des particuliers et une information sur leurs revenus et leurs transactions accessibles à quiconque ayant accès aux documents, que ce soit légalement (police et fiscalité) ou non (hackers et personnes ayant accès aux données pertinentes), ce qui facilite la surveillance de la population. Cela signifie aussi que les gens pourraient se voir privés d'argent par le simple fait d'empêcher leur accès aux transactions électroniques. Une société sans liquidités est pratique et rapide; cependant, cette situation accroît les dépenses des individus et leur vulnérabilité face à la fraude. Les consommateurs sont moins conscients de leurs dépenses lorsqu'ils présentent simplement leur carte de crédit ou de débit que lorsqu'ils gèrent leur argent de poche. Leur vulnérabilité face à la fraude augmente car les entreprises enregistrent les transactions des cartes, mais elles ne peuvent pas contrôler les transactions par argent liquide. Les deux principaux types de fraude par carte bancaire sont : lorsque les voleurs obtiennent les données manuellement ou par le biais d'un programme automatisé caché.

## Avantages d'une société sans liquidités

### Efficacité et facilité
Se convertir au numérique permet de se débarrasser des tracas des retraits de liquidités ou de devoir s'assurer que l'argent liquide que l'on a sur soi est suffisant pour régler les paiements qui n'acceptant que le paiement liquide. Un système de paiement numérisé accélère le processus des transactions financières ainsi que leur efficacité.

### Accroître la transparence
Comme les transactions sont effectuées électroniquement, elles permettent une meilleure transparence étant donné que les transactions financières sont enregistrées. Le système de paiement sans espèces facilitera un large éventail d'institutions qui inclut :
- Les instances gouvernementales : Plutôt que la réalisation de sondages coûteux et réguliers et des échantillons des transactions réalistes, les données réelles prélevées sur les dépenses des citoyens peuvent aider à concevoir une exécution des politiques déduites de données actuelles. Avec des transactions financières enregistrées, le gouvernement peut mieux surveiller le mouvement de l'argent par le biais d'enregistrements financiers qui leur permettent de suivre de près l'argent sale ainsi que les transactions illégales réalisées dans le pays[15].
- Le commerce : Les paiements sans espèces supprimeraient la crainte des entreprises de recevoir de la fausse monnaie et leur de voir à chasser l'argent illégal. Les risques de stocker de l'argent liquide seraient réduits étant donné que les paiements seraient numérisés[16].
- La surveillance facilitée : Les paiements numériques permettent de garder les transactions enregistrées. Les paiements numérisés facilitent la surveillance des dépenses et enregistrent le mouvement de l'argent. Les transactions enregistrées peuvent aider les citoyens à affiner leur budget de façon plus efficace[17].

## Dangers d’une société sans argent liquide

### Problème de l'intimité
Dans une économie numérisée, les transactions effectuées seront traçables. Avec cette traçabilité de paiement, des institutions pourraient avoir un accès potentiel sur ces informations. Avec ces traces numériques laissées derrières, les paiements numériques deviennent vulnérable. De telles transactions permettent aux entreprises de créer des profils personnels basées sur les dépenses habituelles des consommateurs. Le problème de l’exploration de données rentre en ligne de compte lorsque les pays se dirigent vers une société sans argent liquide. Les paiements numériques laissent des traces dans la base de données de l’entreprise lors du  paiement, et ces informations deviennent un outil pour prédire les évènements futurs. Grâce à un grand nombre d’enregistrements, l’exploration de données permet ensuite à l’organisation de compiler le profil d’un individu grâce à ces enregistrements dans la base de données.
Devenant entièrement numérique, ces données provenant de transactions mènent à une surveillance généralisée où les individus peuvent être suivis à la fois par les entreprises et par l’État.

### Exclusion de certaines populations
La mise en place de systèmes sans argent liquide exclut la participation de certaines populations telles que les pauvres, les quasi-pauvres et les personnes âgées. Vers une société sans argent liquide, les citoyens qui n’ont ni le pouvoir ni les connaissances nécessaires pour s’engager dans des transactions numériques sont laissés pour compte. Pour pouvoir effectuer des transactions en utilisant le paiement électronique, il est nécessaire de posséder un compte bancaire, qui peut contenir leur argent. Beaucoup de ces personnes pauvres sont sous-alimentées. En Amérique, près d’un tiers de la population n’avait pas accès à l’ensemble des services financiers de base. Selon les données de la FDIC, parmi les ménages dont le revenu annuel est inférieur à 15 000 dollars par an, près de 25,6 % des ménages n’ont pas de compte bancaire.
Pour les générations plus âgées, en particulier les retraités moins familiarisés avec la technologie et les applications numériques, il leur sera difficile d’adopter le système numérique. L'un de ces exemples serait Singapour. En tant qu’initiative « Smart Nation », Singapour s’oriente vers un système sans argent liquide. À Singapour, on compte au moins un demi-million de personnes âgées de 65 ans et plus, ce qui représente 14,4 % de la population totale de Singapour. La plupart des personnes âgées à Singapour utilisent toujours l’argent comptant comme seul mode de paiement, et l’intégration du paiement sans argent liquide leur crée un obstacle. N'ayant pas l'habitude des méthodes de paiement numérisées, le dépannage de problèmes tels que la gestion des cartes ou des mots de passe perdus et la gestion de leurs dépenses peut créer des problèmes potentiels pour ces personnes âgées.

### Violation/ piratage du système
Lorsque les transactions sont stockées sur des serveurs, les risques de piratage et de piratage non autorisés augmentent. Les cyberattaques financières et la criminalité numérique constituent également un risque plus important lorsque les transactions sans argent liquide ont lieu. Forever 21, qui a publié une déclaration faisant état des conclusions de son enquête sur un incident relatif à la sécurité des cartes de paiement, en est un exemple. En 2017, Forever 21 a été victime d'une violation de son système de paiement par des pirates informatiques pendant sept mois. Comme le cryptage de certains de leurs terminaux de point de vente n'était pas activé, ils ont été ouverts aux logiciels malware. Les pirates obtiennent l’accès au réseau et installent des logiciels malware qui leur permettent de récupérer les détails de la carte des consommateurs de Forever 21. En raison de cette invasion, les pirates informatiques ont eu accès aux données des cartes de paiement des consommateurs pendant sept mois au maximum - du 3 avril 2017 au 18 novembre 2017.
Ces transactions  créent également des dangers et des problèmes de sécurité en cas d’accès non autorisé au compte de l’utilisateur, de transfert de fonds vers un autre compte ou d’achats non autorisés effectués par un utilisateur inconnu sous le véritable utilisateur.

## Montant d’espèces en circulation
Bien que la société sans argent comptant soit largement discutée, la plupart des pays augmentent leur offre de devises. Les exceptions sont l'Afrique du Sud dont l'offre de billets fluctue énormément par rapport à la plupart des pays et la Suède, qui réduit considérablement son offre de devises depuis 2007.

### Actuelle
| Valeur par habitant (USD) | Code | Taux de change EOY2018 | Valeur par habitant (en monnaie locale) | Pays ou région |
| ------------------------- | ---- | ---------------------- | --------------------------------------- | -------------- |
| $10,194                   | CH   | 0.9842                 | 10,033                                  | Switzerland    |
| $8,471                    | HK   | 7.8319                 | 66,346                                  | Hong Kong SAR  |
| $8,290                    | JP   | 109.9127               | 911,000                                 | Japan          |
| $6,378                    | SG   | 1.3617                 | 8,684                                   | Singapore      |
| $5,238                    | US   | 1.0000                 | 5,238                                   | United States  |
| $4,230                    | XM   | 0.8734                 | 3,695                                   | Euro area      |
| $2,404                    | AU   | 1.4166                 | 3,405                                   | Australia      |
| $2,003                    | KR   | 1,116.0961             | 2,236,000                               | Korea          |
| $1,924                    | CA   | 1.3629                 | 2,623                                   | Canada         |
| $1,683                    | SA   | 3.7500                 | 6,311                                   | Saudi Arabia   |
| $1,417                    | GB   | 0.7813                 | 1,107                                   | United Kingdom |
| $1,009                    | RU   | 69.6203                | 70,234                                  | Russia         |
| $825                      | CN   | 6.8778                 | 5,672                                   | China          |
| $682                      | SE   | 8.9562                 | 6,111                                   | Sweden         |
| $680                      | MX   | 19.6438                | 13,365                                  | Mexico         |
| $513                      | AR   | 37.6680                | 19,318                                  | Argentina      |
| $327                      | BR   | 3.8812                 | 1,271                                   | Brazil         |
| $311                      | TR   | 5.2915                 | 1,646                                   | Turkey         |
| $230                      | IN   | 69.6330                | 16,042                                  | India          |
| $205                      | ZA   | 14.3750                | 2,945                                   | South Africa   |
| $196                      | ID   | 14,410.4803            | 2,827,000                               | Indonesia      |

### Historique
Le montant des espèces en circulation était bien inférieur au cours des dernières décennies dans tous les pays, à l’exception de la Suède. Les chiffres comparatifs les plus anciens de la Banque des règlements internationaux datent de 1978 et n'incluent que le dollar américain et 10 autres devises.
| Pays           | 2018    | 2008   | 1998   | 1988   | 1978   | 2018/1978 | annuel |
| -------------- | ------- | ------ | ------ | ------ | ------ | --------- | ------ |
| Switzerland    | $10,194 | $6,371 | $3,065 | $2,688 | $2,008 | 5.08      | 4.15%  |
| Japan          | $8,290  | $7,436 | $3,728 | $2,275 | $724   | 11.45     | 6.28%  |
| United States  | $5,238  | $2,927 | $1,679 | $870   | $428   | 12.24     | 6.46%  |
| Germany        | $4,230  | $3,324 | $1,759 | $1,300 | $680   | 6.22      | 4.68%  |
| Belgium        | $4,230  | $3,324 | $1,244 | $1,127 | $1,229 | 3.44      | 3.14%  |
| France         | $4,230  | $3,324 | $804   | $700   | $605   | 6.99      | 4.98%  |
| Italy          | $4,230  | $3,324 | $1,205 | $747   | $394   | 10.74     | 6.11%  |
| Netherlands    | $4,230  | $3,324 | $1,272 | $1,189 | $679   | 6.23      | 4.68%  |
| Canada         | $1,924  | $1,444 | $685   | $554   | $320   | 6.01      | 4.59%  |
| United Kingdom | $1,417  | $1,168 | $726   | $470   | $326   | 4.35      | 3.74%  |
| Sweden         | $682    | $1,553 | $1,082 | $1,063 | $772   | 0.88      | -0.31% |

### Proportion des paiements
Une mesure courante de la mesure dans laquelle un pays se rapproche d'une « société sans numéraire » est le nombre de paiements sans numéraire ou de transactions de personne à personne effectués dans ce pays. Par exemple, les pays nordiques effectuent plus de transactions sans numéraire que la plupart des autres pays européens. Les niveaux d’argent liquide en circulation peuvent différer considérablement entre deux pays ayant une mesure similaire des transactions sans numéraire.
| Pays           | %  |
| -------------- | -- |
| Singapore      | 61 |
| Netherlands    | 60 |
| France         | 59 |
| Sweden         | 59 |
| Canada         | 57 |
| Belgium        | 56 |
| United Kingdom | 52 |
| United States  | 45 |
| Australia      | 35 |
| Germany        | 33 |
| South Korea    | 29 |
| Spain          | 16 |
| Brazil         | 15 |
| Japan          | 14 |
| China          | 10 |
| UAE            | 8  |
| Taiwan         | 6  |
| Italy          | 6  |
| South Africa   | 6  |
| Poland         | 5  |
| Russia         | 4  |
| Mexico         | 4  |
| Greece         | 2  |
| Colombia       | 2  |
| India          | 2  |
| Kenya          | 2  |
| Thailand       | 2  |
| Malaysia       | 2  |
| Saudi Arabia   | 1  |
| Peru           | 1  |
| Egypt          | 1  |
| Indonesia      | 0  |
| Nigeria        | 0  |

## Transactions numériques contre liquidités réduites
Une mesure courante pour mesurer le degré d'un pays vis-à-vis de la société sans numéraire est une mesure du nombre de paiements sans argent liquide ou de transactions entre particuliers effectuées dans ce pays. Par exemple, les pays nordiques effectuent plus de transactions sans argent liquide que la plupart des Européens.
Dans les 33 pays couverts par l'Annuaire européen des cartes de paiement 2015-2016, le nombre moyen de paiements par carte par habitant et par an est de 88,4. À titre de comparaison, le Danois moyen effectue 268,6 paiements par carte par an, le citoyen moyen 243,6, l’Islandais 375,5, le Norvégien 353,7 et le Suédois 270,2. Cela rend les paiements par carte dans les pays nordiques de deux fois et demie à quatre fois plus élevés que la moyenne européenne.
Mais les espèces peuvent également fonctionner comme une réserve de valeur, tout comme des produits de base tels que les diamants,  et le platine ou les biens immobiliers et les antiquités. Les niveaux de trésorerie en circulation peuvent différer considérablement entre deux pays ayant une mesure similaire des transactions sans espèces. Par exemple, le Danemark a plus du double du montant en espèces en circulation que la Suède et un pourcentage considérablement plus élevé dans le billet de plus grande valeur nominale, le billet de 1 000 kr.
La Corée du Sud a pris la décision de mettre fin aux pièces ayant cours légal d'ici à 2020. Ainsi, si on effectue une transaction entièrement en espèces, on doit renoncer à toute modification d'un montant inférieur à la valeur du plus petit billet de banque, 1 000 ou légèrement inférieure à 1 USD. Ce changement augmentera sans aucun doute considérablement le nombre de transactions électroniques dans le pays, mais la large circulation du billet de 50 000, le plus gros billet de valeur, permettra aux citoyens d’utiliser facilement les espèces comme réserve de valeur commode.
Le plus gros billet de toutes les monnaies est souvent associé à des activités criminelles, à la contrefaçon ou à l’évasion fiscale. Le Royaume-Uni a déclaré que seuls les billets de 5 livres ou moins avaient cours légal après la Seconde Guerre mondiale par crainte de la contrefaçon nazie. En 1969, aux États-Unis, le gouvernement déclara que les billets d’une valeur supérieure à 100 dollars resteraient au cours légal, mais que tous les billets détenus par le gouvernement seraient détruits et qu’aucun nouveau billet de ces coupures ne serait imprimé à l’avenir. Ces billets avaient été imprimés pour la dernière fois aux États-Unis en 1945. En 2000, le Canada avait fait de même avec le billet de 1 000 dollars canadiens. La Suède a imprimé des billets de 10 000 couronnes en 1939 et en 1958 mais les a déclarés nuls après le 31 décembre 1991. Singapour a récemment annoncé ne plus produire le billet de 10 000 SGD. La zone euro a annoncé que le billet de 500 € ne serait pas inclus dans la prochaine série de billets. La BCE n'a pas annoncé si elle avait l'intention de réduire le montant des liquidités en circulation ou de simplement remplacer cette valeur par des valeurs plus petites.

## Oppositions politiques
En Suisse en 2023, l'Initiative populaire fédérale Oui à une monnaie suisse libre et indépendante sous forme de pièces ou de billets (l’argent liquide, c’est la liberté) demande la pérennisation du paiement cash en Suisse.